# تیم ملی فوتبال زیر ۲۳ سال هنگ کنگ
تیم ملی فوتبال زیر ۲۳ سال هنگ کنگ (به انگلیسی: Hong Kong national under-23 football team) تیم فوتبال جوانان کشور هنگ کنگ است و زیر نظر فدراسیون فوتبال هنگ کنگ فعالیت می‌کند. این تیم نمایندهٔ هنگ کنگ در بازی‌های المپیک و بازی‌های آسیایی است.